# Turgénievka
Turgénievka (en (ucraïnès): Тургенєвка, en rus: Тургеневка) és un poble de la República Autònoma de Crimea a Ucraïna, que el 2014 tenia 1.359 habitants. Pertany al districte de Bakhtxissarai. Fins al 1948 la vila es deia Tebertí.